# Alexander Stuart Murray
Alexander Stuart Murray (8 janvier 1841- mars 1904) est un archéologue écossais. Il est connu pour ses fouilles à Chypre.

## Biographie
Murray est né à Arbroath et fait ses études à la Royal High School d'Édimbourg et aux universités d'Édimbourg et de Berlin. En 1867, il entre au British Museum comme assistant au département des antiquités grecques et romaines dirigé par Charles Newton, auquel il succède en 1886. Son frère cadet, George Robert Milne Murray (1858-1911), est nommé conservateur du département de botanique en 1895, un cas rare où deux frères sont chefs de département au musée.
En 1873, Murray publie un Manual of Mythology et, l'année suivante, il contribue à la Contemporary Review dans deux articles, l'un sur la question homérique, qui l'amène à se lier d'amitié avec William Ewart Gladstone, l'autre sur les peintres grecs. En 1874, il publie également l'ouvrage populaire Who's Who in Mythology. En 1880-1883, il publie son Histoire de la sculpture grecque : des premiers temps jusqu'à l'âge de Phidias, qui devient aussitôt un ouvrage de référence. En 1886, il est sollicité par la Society of Antiquaries of Scotland pour donner les conférences Rhind de l'année suivante sur l'archéologie, d'où sortit son Handbook of Greek Archaeology (1892).
En 1894-1896, Murray dirige des fouilles à Chypre, notamment celles d'Enkomi ; elles sont entreprises au moyen d'un legs de 2 000 £ d'Emma Tournour Turner. Les objets obtenus sont décrits et illustrés dans Fouilles à Chypre, publié par les administrateurs du musée en 1900. Les autres publications officielles de Murray comprennent trois volumes in-folio sur les sarcophages en terre cuite, les vases athéniens blancs et les dessins de vases grecs. En 1898, il écrit pour le Portfolio une monographie sur les bronzes grecs, fondée sur des conférences données à la Royal Academy cette année-là, et il contribue à de nombreux articles sur l'archéologie dans des publications courantes.
En reconnaissance de ses services à l'archéologie, il reçoit un doctorat honoris causa (LL. D.)) décerné par l'université de Glasgow en 1887 et il est élu membre correspondant de l'Académie des sciences de Berlin en 1900.

## Travaux
- Who's Who in Mythology: Un guide classique du monde antique (1874) [1]
- Deux vases de Chypre (1887)
- Fouilles à Chypre : legs de Miss ET Turner au British Museum (1900)